# Destiny Street
Destiny Street è il secondo album in studio dal gruppo punk Richard Hell & The Voidoids, pubblicato nel 1982.

## Tracce
1. The Kid With the Replaceable Head (Hell) 2:24
2. You Gotta Move (Davies) 2:36 (Ray Davies Cover)
3. Going, Going, Gone (Dylan) 2:34 (Bob Dylan Cover)
4. Lowest Common Dominator (Hell) 2:23
5. Downtown at Dawn (Hell) 5:59
6. Time (Hell) 3:33
7. I Can Only Give You Everything (Coulter, Scott) 3:57 (Them Cover)
8. Ignore That Door (Hell, Julian, Quine) 3:13
9. Staring in Her Eyes (Hell) 4:20
10. Destiny Street (Hell, Maher, Naux, Quine) 4:40

## Formazione
- Richard Hell - voce, basso
- Robert Quine - chitarra
- Fred Maher - batteria